# Claire Dodd
Claire Dodd (Baxter (Condado de Jasper), 29 de diciembre de 1911-Beverly Hills, 23 de noviembre de 1973) fue una actriz cinematográfica de estadounidense.

## Biografía
Su verdadero nombre era Dorothy Arlene Dodd, y nació en Baxter, Iowa, siendo sus padres Walter Willard Dodd, un granjero, y Ethel Viola Cool. Cursó estudios escolares en  y, cuando sus padres se separaron en Montana, ella fue a California, trabajando en Los Ángeles como modelo y haciendo pruebas para poder trabajar en el cine en pequeños papeles.
En esa época fue escogida para actuar en la película de Eddie Cantor Whoopee!, producida por Florenz Ziegfeld. Ziegfeld le ofreció a Dodd un papel en su siguiente musical a representar en el circuito de Broadway, Smiles. Así, formando parte de Ziegfeld Follies se mudó a Nueva York, donde estudió canto y baile. Estando allí, fue contratada para trabajar en Paramount por Darryl F. Zanuck, motivo por el cual regresó a Los Ángeles.
Existe alguna confusión sobre el lugar de nacimiento de Dodd, afirmándose que es Des Moines, Iowa. Al principio de su carrera Dodd tramitó un pasaporte para viajar a Europa, y habría informado que únicamente sabía que había nacido en Iowa. Podía tratarse de una maniobra publicitaria, pues Dodd tenía muchos familiares que todavía vivían en la época en la zona de. Ante la controversia, el funcionario del Condado de Jasper (Iowa) John B. Norris mandó una copia del acta de nacimiento a Dodd para dar por resuelta la cuestión.
Dodd trabajó para Warner Bros., Paramount Pictures y Universal Studios a lo largo de más de sesenta títulos rodados entre 1930 y 1942, interpretando usualmente a seductoras, mujeres fatales, amantes, chantajistas o al estereotipo de mujer rubia. En dos ocasiones fue también la secretaria Della Street junto al Perry Mason interpretado por Warren William en The Case of the Curious Bride (1935) y en The Case of the Velvet Claws (1936). Una de sus últimas películas fue la cinta de Abbott y Costello In the Navy (1941).
Claire Dodd adquirió en los años 1930 en Hollywood el apodo de "chica misterio" gracias a su afán por mantener separada su vida privada de la profesional.
En 1931 se casó con John Milton Strauss, un inversor bancario. Su primer hijo, Jon Michael Strauss, nació en 1936, lo cual fue una sorpresa para buena parte de la sociedad de Hollywood, que no sabía que ella estaba casada. La pareja se divorció en el año 1938.
Retirada de la actuación, se casó por segunda vez en 1942, con H. Brand Cooper. Tuvieron una hija, Austeene, y tres hijos, John T., Brand, y Peter.
Claire Dodd falleció en su domicilio en Beverly Hills, California en 1973, a causa de un cáncer. Tenía 61 años de edad. Fue enterrada en el Cementerio Brand Family, en terreno del Brand Library and Art Center de Glendale, California.

## Filmografía (selección)
- 1930 : Our Blushing Brides
- 1930 : Whoopee!
- 1931 : Up Pops the Devil
- 1931 : The Lawyer's Secret
- 1931 : Confessions of a Co-Ed
- 1931 : The Secret Call
- 1931 : An American Tragedy
- 1931 : The Road to Reno
- 1931 : Girls About Town
- 1931 : Working Girls
- 1931 : Under Eighteen
- 1932 : Two Kinds of Women
- 1932 : Su gran sacrificio (Alias the Doctor)
- 1932 : Dances in the Dark
- 1932 : The Broken Wing
- 1932 : This Is the Night
- 1932 : Man Wanted
- 1932 : Guilty as Hell
- 1932 : Crooner
- 1932 : Lawyer Man
- 1932 : The Match King
- 1933 : Los gángsters del aire (Parachute Jumper)
- 1933 : Hard to Handle
- 1933 : Blondie Johnson
- 1933 : Elmer, the Great
- 1933 : Amor libre / Dulces cadenas (Ex-Lady)
- 1933 : Ann Carver's Profession
- 1933 : Desfile de candilejas / Las deliciosas (Footlight Parade)
- 1933 : My Woman
- 1934 : Massacre
- 1934 : Gambling Lady
- 1934 : Journal of a Crime
- 1934 : Smarty
- 1934 : The Personality Kid
- 1934 : I Sell Anything
- 1934 : Secret of the Chateau
- 1934 : Babbitt
- 1935 : Roberta
- 1935 : The Case of the Curious Bride
- 1935 : The Glass Key
- 1935 : Don't Bet on Blondes
- 1935 : The Goose and the Gander
- 1935 : The Payoff
- 1936 : Two Against the World
- 1936 : The Singing Kid
- 1936 : Mariners of the Sky
- 1936 : Murder by an Aristocrat
- 1936 : The Case of the Velvet Claws
- 1937 : The Women Men Marry
- 1938 : Romance in the Dark
- 1938 : Fast Company
- 1938 : Three Loves Has Nancy
- 1938 : Charlie Chan in Honolulu
- 1939 : Woman Doctor
- 1939 : Slightly Honorable
- 1940 : If I Had My Way
- 1941 : El gato negro (The Black Cat)
- 1941 : Marineros mareados (In the Navy)
- 1942 : Don Winslow of the Navy
- 1942 : The Mad Doctor of Market Street
- 1942 : Mississippi Gambler
- 1942 : Daring Young Man